# Wanstead
Wanstead is een wijk in het Londense bestuurlijke gebied Redbridge, in de regio Groot-Londen.